# Fotografen
Fotografen är en svensk kortfilm från 2012 i regi av Vanja Sandell Billström. Filmen handlar om en grupp människor som sitter samlade runt ett bord. Den producerades och fotades av Sandell Billström och premiärvisades 28 januari 2012 på Göteborgs filmfestival. Den blev nominerad till en Guldbagge 2013 i kategorin Bästa kortfilm.